# 마이클 이페브라
마이클 이페브라(Michael Efevberha, 본명: Michael James Efevberha, 1984년 8월 22일 ~ )는 나이지리아계 미국인 프로 농구 선수이다. 캘리포니아대학교 어바인 캠퍼스 및 캘리포니아 주립대학교 노스리지 캠퍼스에서 대학 농구를 했다. 또한 나이지리아 농구 국가대표팀을 대표해 2009년 FIBA 아프리카 챔피언십에서 팀 주장을 맡아 경기당 평균 17.4득점, 4.1리바운드, 2.0어시스트를 기록했다.
2009년에 이페브라는 뉴질랜드 NBL 최우수 가드로 선정되었으며 게임당 27.8점으로 리그 득점 타이틀을 획득했다. 그는 한 경기에서 8번이나 30점 이상을 기록했고, 2번이나 40점을 넘었다. 웰링턴 세인츠를 준결승까지 이끌었고 넬슨 자이언츠에게 패배했다.
2017년 11월 18일, 이페브라는 2017-18 시즌을 위해 이스라엘 팀 브네이 헤르츨리야와 계약했다. 그러나 2017년 12월 27일, 이페브라는 4경기에 출전한 후 헤르츨리야와 헤어졌다. 2018년 2월 12일, 이페브라는 레바논 팀 베이루트 클럽과 계약했고, 리야디 베이루트와의 준결승에서 패한 후 마이크는 2018-2019 시즌 동안 홈넷멘 베이루트와 계약했고 마이크는 2019-2020 시즌을 위해 사게세 클럽과 계약했다.
2019년 11월 21일에 프랑스 프로 B의 JA 비시-클레르몽 메트로폴과 계약했다.
2022년 11월 25일, 이페브라는 T1 리그의 타오위안 레퍼즈와 계약을 맺었다. 2022-23 시즌 리그 포인트 리더였다.